# Битбург
Битбург (њем. Bitburg) град је у њемачкој савезној држави Рајна-Палатинат. Једно је од 235 општинских средишта округа Ајфелкрајс Битбург-Прим. Према процјени из 2010. у граду је живјело 12.875 становника. Посједује регионалну шифру (AGS) 7232018.

## Географски и демографски подаци
Битбург се налази у савезној држави Рајна-Палатинат у округу Ајфелкрајс Битбург-Прим. Град се налази на надморској висини од 320 метара. Површина општине износи 47,5 km².

## Становништво
У самом граду је, према процјени из 2010. године, живјело 12.875 становника. Просјечна густина становништва износи 271 становника/km².

## Међународна сарадња
| Мјесто   | Држава     | Врста сарадње | Од    |
| -------- | ---------- | ------------- | ----- |
| Дикирх   | Луксембург | партнерство   | 1962. |
|          | Француска  | партнерство   | 1965. |
| Арлон    | Белгија    | партнерство   | 1965. |
| Шелбивил | САД        | партнерство   | 1961. |
| Извор    |            |               |       |